# Turbo OutRun
Turbo OutRun est un jeu vidéo de course développé par Sega-AM2 et commercialisé par Sega sur borne d'arcade en 1989. Le jeu a été adapté sur divers plates-formes familiales,,,,,,,,,,.